# Ancistrus marcapatae
Ancistrus marcapatae，為輻鰭魚綱鯰形目甲鯰科的其中一種，為熱帶淡水魚，分布於南美洲秘魯马代拉河的伊南巴里河流域，體長可達10公分，棲息在底層水域，生活習性不明。

## 扩展阅读
維基物種上的相關：祕魯毛口鯰